# Vigna latidenticulata
Vigna latidenticulata là một loài thực vật có hoa trong họ Đậu. Loài này được (Harms) A.Delgado miêu tả khoa học đầu tiên.